# Sicario: Day of the Soldado
Sicario: Day of the Soldado (Sicario: Día del soldado en español) es una película estadounidense de crimen y suspense del año 2018, dirigida por Stefano Sollima, escrita por Taylor Sheridan y protagonizada por Benicio del Toro, Josh Brolin, Catherine Keener, Matthew Modine, Jeffrey Donovan, Manuel García Rulfo e Isabela Moner. Es la secuela de la película de 2015 Sicario.
Sicario: Day of the Soldado fue lanzado en los Estados Unidos el 29 de junio de 2018 por Sony Pictures Releasing bajo su sello Columbia Pictures, mientras que Lionsgate lo distribuyó internacionalmente. La película está dedicada a la memoria de Jóhann Jóhannsson, el compositor de la primera película, que murió en febrero de 2018. Recibió críticas generalmente favorables de la crítica.

## Sinopsis
Continuación de la película Sicario, de 2015, la cual se centraba en la escalada de la guerra contra las drogas que tenía lugar en la frontera entre México y Estados Unidos.
La historia comienza con una redada policial en la frontera entre México y Estados Unidos, donde uno de los inmigrantes activa un artefacto explosivo al verse acorralado, la mañana siguiente la policía encuentra cerca de la zona de la redada alfombras de oración para el salat musulmán.
En la ciudad de Kansas, un grupo de extremistas realizan un atentado suicida en un centro comercial, con múltiples bajas civiles, a lo que el secretario de defensa del país decide tomar cartas en el asunto, investigando la forma en la que estos extremistas llegaron al país.

## Argumento
Un atentado terrorista suicida con bomba en una tienda de comestibles de Kansas City mata a quince personas. En respuesta, el gobierno de los Estados Unidos ordena al oficial de la CIA Matt Graver que aplique medidas extremas para combatir a los cárteles de la droga mexicanos que son sospechosos de haber traficado a terroristas a través de la frontera entre Estados Unidos y México. Graver y el Departamento de Defensa deciden que la mejor opción es instigar una guerra entre los principales cárteles, y Graver recluta al operativo Alejandro Gillick para la misión. Graver también se reúne con el funcionario de PMC, Andy Wheeldon, para asegurar mercenarios, helicópteros y equipos de comunicación de grado militar para que Estados Unidos mantenga una negación plausible mientras combate los cárteles mexicanos.
Gillick asesina a un abogado de alto perfil del cartel de Matamoros en la Ciudad de México mientras Graver y su equipo capturan a Isabela Reyes, la hija del capo del rival de Matamoros, Carlos Reyes (quien ordenó el asesinato de la familia de Gillick en los eventos previos a la película anterior), en una operación de bandera falsa.
Graver, Gillick y su equipo llevan a Isabela a una casa segura en Texas. Organizan una redada de la DEA y fingen rescatarla, haciéndola creer que ha sido capturada por el cartel de Matamoros. La llevan a una base militar estadounidense mientras el equipo organiza su regreso a México. Planean dejarla en un depósito de la Policía Federal de México ubicado dentro de un territorio controlado por los rivales de su padre para intensificar aún más el conflicto entre carteles. Sin embargo, después de cruzar a México, la escolta policial se vuelve contra ellos y ataca a los vehículos blindados estadounidenses. Graver y su equipo matan a 25 policías mexicanos corruptos para escapar de la emboscada.
En medio del caos, Isabela huye hacia el desierto. Gillick la persigue sola mientras el resto del equipo regresa a Estados Unidos. Mientras tanto, el gobierno estadounidense determina que al menos dos de los atacantes suicidas en Kansas City eran en realidad terroristas nacionales, no extranjeros, y por lo tanto los carteles no los introdujeron de contrabando en Estados Unidos. Para calmar las tensiones con México, el Secretario de Defensa ordena a la CIA que abandone la misión. Al enterarse de que Isabela fue testigo de cómo los estadounidenses disparaban contra la policía mexicana, el secretario ordena al equipo que borre todas las pruebas de participación estadounidense al matar a Isabela y Gillick. Graver a su vez advierte a Gillick y le ordena que mate a Isabela, pero Gillick se niega y se vuelve rebelde para mantenerla con vida. Ambos han encontrado refugio en una granja aislada en el desierto para pasar la noche. Gillick sabe que si se quedan en México, la matarán. Con pocos recursos, se disfrazan de inmigrantes ilegales y pagan a los traficantes de personas para que los ayuden a reingresar a Estados Unidos. Graver y su equipo vuelan de forma encubierta a México, rastreando un dispositivo GPS que Gillick ha activado e incrustado en el zapato de Isabela.
En el punto de partida, Miguel, un joven mexicano-estadounidense que ha sido reclutado como coyote, reconoce a Gillick de un encuentro en un estacionamiento de Texas dos días antes. Alerta a su jefe, y Gillick e Isabela son tomados como rehenes. Miguel se ve obligado a dispararle a Gillick y la pandilla lo deja por muerto. Harto de la pandilla, Miguel los abandona poco después. Graver es testigo del aparente asesinato de Gillick a través de imágenes satelitales en vivo y su equipo rastrea a la pandilla mexicana, los mata a todos y rescata a Isabela. Graver decide traer a Isabela de regreso a los Estados Unidos y colocarla en protección de testigos en lugar de obedecer sus órdenes de matarla. Mientras tanto, Gillick recupera la conciencia y descubre que le han disparado en la mejilla. Encuentra a los pandilleros muertos y se lleva uno de sus coches, luego es perseguido por un grupo de búsqueda de pandillas, pero los mata arrojando una granada a través de la ventana de su automóvil.
Un año después, un Miguel tatuado camina hacia la oficina de su pandilla, en el centro comercial de Texas, donde había visto a Gillick por primera vez. Abre la puerta y se sorprende al encontrar a Gillick esperándolo. Gillick dice: "¿Entonces quieres ser un sicario? Hablemos de tu futuro".

## Reparto
- Benicio del Toro como Alejandro Gillick, exfiscal mexicano convertido en asesino entrenado por la CIA.
- Josh Brolin como Matt Graver, un ex operador desplegable de combate del USSOCOM convertido en oficial de la CIA SAC/SOG.
- Jeffrey Donovan como Steve Forsing, oficial de la CIA SAC/SOG.
- Matthew Modine como James Ridley.
- Isabela Merced como Isabela Reyes, la hija de un narcotraficante.
- Manuel García Rulfo como Gallo, uno de los guardaespaldas de Isabela.
- Catherine Keener como Cynthia Foards, superiora de Matt en la CIA.
- Bruno Bichir como Ángel.
- David Castañeda como Héctor.
- Elijah Rodríguez como Miguel Hernández, un adolescente mexico-estadounidense que trabaja como coyote.
- Ian Bohen como Carson Wills.
- Jake Picking como Shawn.
- Jackamoe Buzzell como Comandante Willett.
- Howard Ferguson Jr. como Troy.
- James Devoti como James.
- Jaqueline Torres como Blandina
- David Manzanares como Arturo Hernández.
- Diane Villegas como Ida.
- J.D. Garfield como Alberto.
- Ibrahim Renno como Sakhr.
- Ryan Begay como Javier.
- Manny Rubio como Santiago.
- Mario Moreno como Dr. Gutiérrez.

## Producción

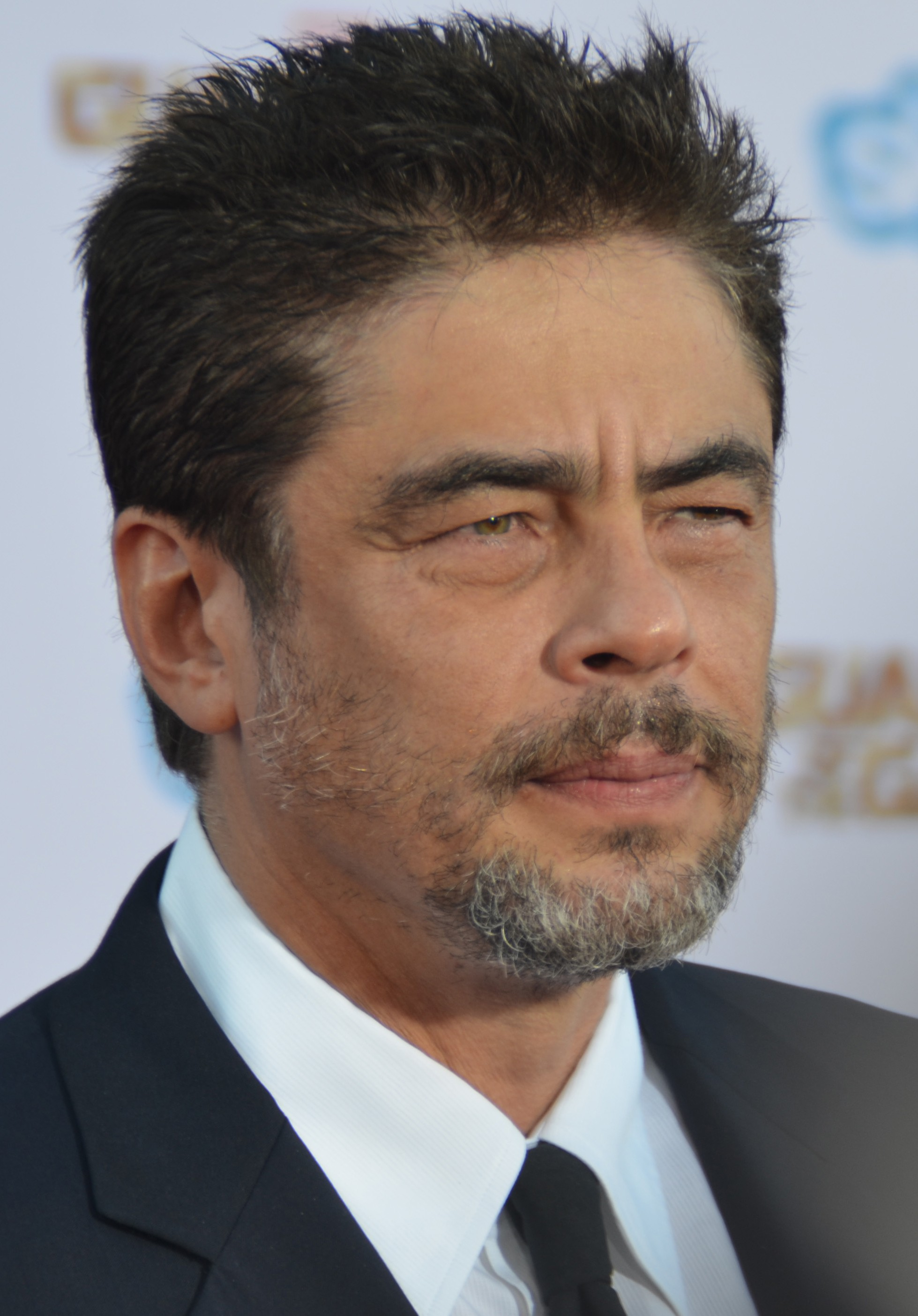
Benicio del Toro

En septiembre de 2015, Lionsgate anunció una secuela de la película Sicario, centrada en el personaje de Alejandro, interpretado por Benicio del Toro. El proyecto estuvo supervisado por el director Denis Villeneuve y el guionista Taylor Sheridan. En abril de 2016, los productores Molly Smith y Trent Luckinbill manifestaron que Emily Blunt, Benicio del Toro y Josh Brolin volverían a trabajar en la historia, pero finalmente, Blunt salió del proyecto en noviembre de 2016. Hacia el 1 de junio de 2016, quedó contratado el director italiano Stefano Sollima para dirigir el proyecto que se titularía Soldado, con guion de Taylor Sheridan. Durante los meses siguientes fue tomando forma el reparto de la nueva cinta: el 27 de octubre de 2016, Catherine Keener se unió al elenco de la cinta que Lionsgate y Black Label Media financiarían, y que sería producida por Basil Iwanyk de Thunder Road, y Molly Smith, Thad Luckinbill, Trent Luckinbill y Edward McDonnell de Black Label. El 14 de diciembre del mismo año se unió al elenco el actor mexicano Manuel García Rulfo, para dar vida en la cinta a "Gallo", un cruel y despiadado sicario. Al mes siguiente, Isabela Moner y David Castañeda también se unieron al reparto.
Jeffrey Donovan, quien regresó como Steve Forsing, manifestó que la historia se centraría en los personajes de Forsing, Alejandro y Graver, quienes marcharían a México con la intención de crear una guerra entre los carteles rivales mexicanos, y describió a la película como una obra derivada y diferente, más allá de una secuela o precuela. En enero de 2017, Elijah Rodríguez, Matthew Modine e Ian Bohen cerraron con el elenco principal de la cinta.
Sheridan dijo: "Si Sicario era una película sobre la militarización de la policía y esa mezcla, esta nueva cinta quita el aspecto policial de ella". En agosto de 2017, Sony estableció la fecha de estreno de la película para el 29 de junio de 2018.

### Filmación
El rodaje de la película comenzó el 8 de noviembre de 2016 en Albuquerque, Nuevo México, y después se rodó en Ciudad de México y Tijuana, Baja California.

### Música
Hildur Guðnadóttir compuso la banda sonora de la película, después de colaborar con Jóhann Jóhannsson en la primera película como violonchelo solista. La banda sonora fue lanzada por Varese Sarabande Records.

## Estreno
La película estaba originalmente programada para ser lanzada por Lionsgate en los Estados Unidos, bajo el título Soldado, pero un desacuerdo entre Lionsgate y la productora Black Label Media hizo que los derechos de distribución de Estados Unidos y Canadá cambiaran a Sony Pictures Releasing bajo el sello Columbia Pictures, quien luego cambió el título a Sicario 2: Soldado. Sicario 2: Soldado (que es el título del Reino Unido) y luego a Sicario: Day of the Soldado, en el mercado norteamericano. Columbia Pictures distribuyó la película en Estados Unidos, Canadá, América Latina y España, mientras que Lionsgate la distribuyó en el Reino Unido, además de gestionar los derechos internacionales. En agosto de 2017, Sony Pictures fijó la fecha de lanzamiento para el 29 de junio de 2018.

### Marketing
El 19 de diciembre de 2017, se lanzó el primer tráiler. El segundo tráiler debutó el 19 de marzo de 2018, confirmando el nuevo título como Sicario: Day of the Soldado. La película se estrenó fuera de Norteamérica bajo el título Sicario 2: Soldado en algunos lugares, y en Italia, Filipinas y otros manteniendo el título inicial de Soldado.

## Recepción

### Taquilla
Sicario: Day of the Soldado recaudó $50.1 millones de dólares en los Estados Unidos y Canadá, y $25.7 millones en otros territorios, para un total mundial bruto de $75.8 millones. El estudio ha declarado que el presupuesto de producción fue de $35 millones, aunque Deadline Hollywood informó que la película costó hasta $45 millones antes de las impresiones y la publicidad.
En los Estados Unidos y Canadá, Day of the Soldado se estrenó junto con el Uncle Drew, y se proyectó inicialmente que recaudaría alrededor de $12 millones en 3.055 teatros en su primer fin de semana. Después de ganar $7.5 millones en su primer día (incluidos $2 millones de las vistas previas del jueves por la noche), las estimaciones se elevaron a $19 millones. Su debut fue finalmente de $19,1 millones, una mejora con respecto a los $12,1 millones que recaudó la primera película durante su amplia expansión, y el tercero en la taquilla ese fin de semana, detrás de Jurassic World: Fallen Kingdom e Incredibles 2. Cayó un 61% en su segundo fin de semana, a $7.3 millones, terminando quinto en taquilla.

### Respuesta crítica
Sicario: Day of the Soldado recibió reseñas generalmente positivas de parte de la crítica y de la audiencia. En la página web especializada Rotten Tomatoes, la película obtuvo una aprobación de 64%, basada en 221 reseñas, con una calificación de 6.4/10, mientras que de parte de la audiencia tuvo una aprobación de 66%, basada en 3.024 votos, con una calificación de 3.6/5.
El sitio web Metacritic le dio a la cinta una puntuación 61 sobre 100, basada en 50 reseñas, indicando "reseñas generalmente favorables". Las audiencias encuestadas por CinemaScore le dieron a la película una "B" en una escala de A+ a F, mientras que en el sitio web IMDb los usuarios le dieron una calificación de 7.3/10, sobre la base de 20.860 votos. En la página web FilmAffinity, la película tiene una calificación de 6.7/10, basada en 1.410 votos.

## Secuela
En junio de 2018, antes del lanzamiento de Soldado, el productor Trent Luckinbill declaró que una tercera película se encuentra en desarrollo.